# Matyáš Zelingr
Matyáš Zelingr (* 10. ledna 1999 Benešov) je český lední hokejista hrající na pozici obránce. Patřil do kádrů reprezentačních mládežnických výběrů České republiky.

## Život
S ledním hokejem začínal v klubu HC Vlašim. Mládežnická léta strávil do roku 2013 v celku BK Mladá Boleslav, odkud poté přešel do Kladna. V klubu postupně vyrůstal, až se v sezóně 2015/2016 prvně objevil ve dvou zápasech mužského výběru. Následující ročník (2016/2017) nastupoval do utkání jak za kladenský výběr do osmnácti let, tak především za tamní juniory, tedy výběr do dvaceti let, a hrál rovněž za muže. Sezónu 2017/2018 již hrál pouze za juniory a muže Kladna. Podílel se navíc na postupu celku ze druhé nejvyšší soutěže v České republice do nejvyšší.
Za Kladno nastupoval Zelingr i v extralize. V utkání se Zlínem sice utrpěl otřes mozku, ale dokázal se opětovně po pauze vrátit. V utkání s pražskou Spartou navíc vstřelil svůj první extraligové gól. Na konci ročníku ale Kladno nejvyšší soutěž neudrželo a sestoupilo znovu do první ligy. Během sezóny navíc Zelingr odehrál sedm utkání za Slovan Ústí nad Labem.
Další ročník (2020/2021) nastupoval do soutěžních zápasů v kladenském dresu. Na konci sezóny se ale rozhodl změnit působiště a přestoupil do pražské Slavie.